# Ramonda prunicia
Ramonda prunicia är en tvåvingeart som först beskrevs av Herting 1969.  Ramonda prunicia ingår i släktet Ramonda, och familjen parasitflugor. Arten är reproducerande i Sverige.